# Edvard Ehlers

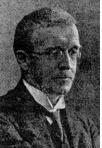
Edvard Ehlers

Edvard Laurits Ehlers (Kopenhagen, 26 maart 1863 – 7 mei 1937) was een Deense dermatoloog wiens naam is verbonden met een groep van genetische afwijkingen van het bindweefsel, genaamd syndroom van Ehlers-Danlos (EDS).
Edvard groeide op als de zoon van de burgemeester van Kopenhagen en studeerde af op medicijnen in 1891. De jaren daarna deed hij verdere studies in Berlijn, Breslau, Wenen en Parijs. In IJsland bestudeerde hij de vermindering van het voorkomen van lepra en werd hiervoor beloond met een prijs van het Nationaal Leprafonds in Londen. In 1906 werd hij benoemd tot hoofd van de dermatologische polikliniek van het Frederiks Hospital in Kopenhagen. Van 1911 tot zijn pensioen in 1932 was Ehlers directeur van het Kommunehospital in Kopenhagen.